# Sabba
Sabba (arab. سبة) – miasto w Syrii, w muhafazie Tartus. W 2004 roku liczyło 3061 mieszkańców.